# (43931) Yoshimi
(43931) Yoshimi est un astéroïde de la ceinture principale.

## Description
(43931) Yoshimi est un astéroïde de la ceinture principale. Il fut découvert le 9 août 1996 à Nanyo par Tomimaru Okuni. Il présente une orbite caractérisée par un demi-grand axe de 3,23 UA, une excentricité de 0,08 et une inclinaison de 21,6° par rapport à l'écliptique.

## Compléments